# Елизарова, Екатерина Геннадьевна
Екатерина Геннадьевна Елизарова (16 февраля 1986 года) — российская самбистка и дзюдоистка, призёр чемпионатов России, мастер спорта России.

## Спортивные достижения

### Дзюдо
- Первенство России по дзюдо среди кадетов 2001 года — ;
- Первенство России по дзюдо среди юниоров 2004 года — ;
- Первенство России по дзюдо среди юниоров 2005 года — ;
- Первенство России по дзюдо среди молодёжи 2007 года — ;
- Первенство России по дзюдо среди молодёжи 2008 года — ;
- Чемпионат России по дзюдо 2012 года — ;

### Самбо
- Чемпионат России по самбо среди женщин 2012 года — ;
- Чемпионат России по самбо 2015 года — ;
- Кубок Мира по самбо среди студентов 2012 года — .